# Битва при Ед-Даля
Битва при Ед-Даля є ключовою битвою за контроль над містом Ед-Даля, Ємен між Хуситами та Єменською армією Салеха та бойовиками і Єменською армією Гаді.

## Битва
24 березня війська Хуситів захопили адміністративні будівлі в Ед-Даля та йшли в місто під час важких боїв. Бій за базу 33-ї бронетанкової бригади закінчився того ж дня ввечорі з 10 загиблими бійцями хуситів. Пізніше війська Гаді контратакували місто та витіснили Хуситів назад.
30 березня Хусити увійшли до міста, після майже тижня боїв. Місто було поділене на дві частини, в той час як шейх у місті заявив, що Хусити перебувають під контролем Ед-Даля, але з постійними бойовими перестрілками, і обидві сторони страждають «великою кількістю жертв». У цей час в Ємен прибуває Міжнародний рух Червоного Хреста і Червоного Півмісяця водій швидкої допомоги був убитий, коли його транспортний засіб потрапив під кулі.
31 березня бійці Південного руху союзники Гаді обмінюються артилерійським вогнем з Хуситами і військовими підрозділами Салеха. Крім того, повторні повітряні удари потрапляють в Хуситські і союзні позиції, в тому числі в склад боєприпасів. Близько 30 хуситських та союзних бойовиків, разом з дев'ятьма бійцями південного руху, були вбиті протягом дня.
1 квітня про-хуситська військова бригада була знищена атакою літака коаліції. Командир 33-ї бригади втік разом з групою на північ міста. 10 бійців Гаді було вбито під час вуличної перестрілки. Наступного дня місто знаходилося під контролем армії Гаді, але хуситські снайпери продовжували вести вогонь.
4 квітня Хусити захопили центральну в'язницю міста та звільнили 300 засуджених, котрім дали вибір між приєднанням до своїх лав чи залишенням в'язниці.
5 квітня Коаліційні повітряні удари, спрямовані на позиції Хуситів в місті, потрапили в житловий район і вбили п'ять мирних жителів. Наступного вечора 19 Хуситів та 15 бійців армії Гаді вбито під час запеклої перестрілки.
8 квітня Більше повітряних ударів потрапляє в позиції Хуситів в Ед-Даля.
Місцевий чиновник стверджував, що в результаті бойових дій 12-13 квітня було вбито 40 бійців Хуситів та 3 бойовики Гаді. Троє дітей також були вбиті, коли осколок снаряду потрапив в їх будинок. 19 квітня під час обміну та повітряними ударами загинули 31 борець Хуситів та 17 бойовиків Гаді.
У боях 22-25 квітня як повідомляють джерела бійцями Гаді було, вбитои щонайменше 43 хусита та вісім бійців з племен. Між 27 і 28 квітня більше половини бійців з обох сторін були вбиті.
З 3 по 24 травня вбито 13 хуситів.
26 травня бійці армії Гаді остаточно захоплюють Ед-Даля, та базу 33-ї бронетанкової бригади.
9 серпня, Армія Гаді захопила решту провінції після важких боїв більше двох місяців.